# Joanna Krupa
Pour les articles homonymes, voir Krupa.
Joanna Krupa (née à Varsovie le 23 avril 1979) est un mannequin et une actrice d'origine polonaise naturalisée américaine.

## Biographie

### Jeunesse
Krupa est née à Varsovie, en Pologne. Elle a trois sœurs, Anastazja (Anastasia), Aleksandra (Alexandra) et Marta. Elle s'est installée avec sa famille à Chicago, aux États-Unis, à l'âge de cinq ans.

### Carrière

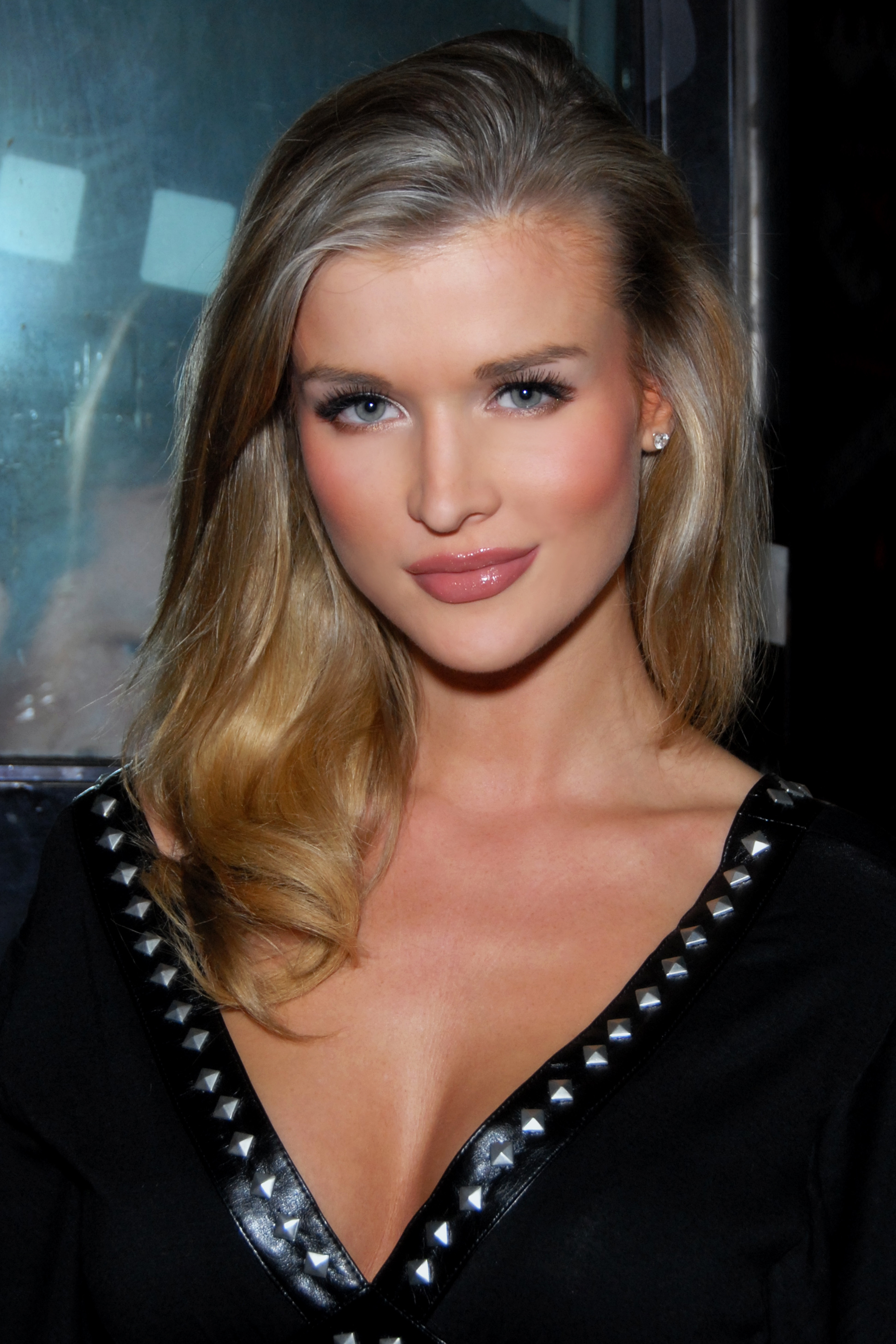
Joanna Krupa en 2008.

Krupa a fait la couverture de plusieurs magazines dont FHM, Personal, Inside Sport (en), Stuff, Steppin' Out, Teeze, Maximal (dans lequel elle a été nommée le mannequin de maillot de bain la plus sexy du monde). Elle a également été élue mannequin de l'année 2004-2005 par l'édition allemande de ce magazine.
Elle a posé nue dans l'édition de juillet 2005 du magazine Playboy, puis de nouveau en 2009. Elle aime jouer au poker et est présentement porte-parole officielle de Titan Poker, un site Internet de poker en ligne.
Joanna Krupa a également posé nue pour une séance de photos pour le groupe de défense des droits des animaux People for the Ethical Treatment of Animals (PETA). La publicité mentionnait « Plutôt à poil qu'en fourrure ».
Elle a été un mannequin Miss Howard TV pour le mois de décembre 2007.
Elle a également participé à l'émission américaine Dancing with the Stars 9 avec le danseur Derek Hough.
Depuis 2011, elle est dans le jury d'une émission polonaise mettant en scène des candidates voulant devenir mannequin, Top Model.
En 2012, elle figure dans la distribution de l'émission The Real Housewives of Miami qu'elle rejoint durant la seconde saison jusqu'à son annulation l'année suivante.

### Vie personnelle
Joanna Krupa s'est fiancée avec Romain Zago en 2010, et ils se sont mariés le 13 juin 2013. En 2017, elle a demandé le divorce.
En mars 2018, elle annonce ses fiançailles avec Douglas Nunes sur Instagram. Ils se sont mariés le 4 août 2018 lors d’une cérémonie privée à l’abbaye bénédictine de Cracovie, en Pologne. Leur fille Asha-Leigh Nunes est née le 2 novembre 2019. En mars 2023, Joanna a annoncé qu’elle et Douglas étaient séparés.

## Filmographie

### Cinéma
- 2001 : La Revanche d'une blonde : collégienne (non créditée)
- 2001 : La Planète des singes : amie au party de Léo
- 2004 : Max Havoc: Curse of the Dragon : Jane
- 2006 : The Dog Problem : Taffy
- 2007 : Ripple Effect : Victoria
- 2009 : Cubed : elle-même
- 2010 : Six Days in Paradise : Ginger
- 2013 : InAPPropriate Comedy : jolie fille
- 2016 : Another Days in Paradise : Stacy
- 2017 : You Can't Have It : Jackie

### Série télévisé
- 2004 : Las Vegas : Nicole (épisode 9, saison 2)
- 2005 : Les Experts : serveuse (épisode 13, saison 6)
- 2012 : Wedding Band : Beth (épisode 4)

### Émission
- 2007 : The Hills (saison 2, épisode 4)
- 2009 : Dancing with the Stars (saison 9, 12ième place)
- 2012-2013 : The Real Housewives of Miami (saison 2 et 3)
- 2020 : Top Models (jury)